# 서배스천 쇼
서배스천 쇼(Sebastian Shaw, 1905년 5월 29일 ~ 1994년 12월 23일)는 잉글랜드의 배우이다.

## 출연 작품
- 하이 시즌 (1987)
- 스타워즈 에피소드 6 - 제다이의 귀환 (1983)
- 크라운 코트 (1972)
- 한여름 밤의 꿈 (1968)
- 유리산 (1948)
- 스파이 인 블랙 (1939)
- 캐스트 (1930)